# ألكسندر توريس
ألكسندر توريس (بالبرتغالية: Carlos Alexandre Torres‏) (مواليد 22 أغسطس 1966) هو لاعب كرة قدم. يلعب مع منتخب البرازيل لكرة القدم منذ عام 1992.

## مسيرته الكروية
لعب ألكسندر توريس خلال مسيرته الاحترافية مع 3 أندية في سبعة عشر موسمًا وسجل خلالها 13 هدفًا ضمن 290 مباراة. حيث فاز في موسمين بالكأس وفي موسم واحد بالدوري.
خاض ألكسندر توريس مسيرته مع نادي فلومينينسي في موسم 1985 ليلعب معه سبعة مواسم، مشاركًا في 84 مباراة سجل خلالها 3 أهداف. ثم انتقل إلى نادي فاسكو دا غاما في موسم 1992 في المرة الأولى واستمر معه طيلة ثلاثة مواسم ثم في عامي 2000-2002 ولمدة موسمين، حيث شارك طوالها في 56 مباراة ولم يسجل أي هدف. لينتقل بعدها إلى نادي ناغويا غرامبوس في موسم 1995 ليلعب معه خمسة مواسم، مشاركًا في 150 مباراة سجل خلالها 10 أهداف.

## وصلات خارجية
- ألكسندر توريس على موقع رابطة كرة القدم اليابانية للمحترفين (اليابانية)
- ألكسندر توريس على موقع قاعدة بيانات كرة القدم.إي يو (الإنجليزية)
- ألكسندر توريس على موقع ناشيونال فوتبول تيمز (الإنجليزية)
- ألكسندر توريس على موقع عالم كرة القدم.نت (الإنجليزية)
- National Football Teams